# Крикет граунд у Мелбурну
Крикет граунд у Мелбурну је спортски стадион који се налази у Мелбурну. Његов оснивач је Крикет клуб Мелбурн, највећи је стадион на јужној хемисфери, 11. по величини на свету и друга највећа арена за крикет по капацитету. Неколико метара је удањен од центра Мелбурна и опслужују га железничке станице Ричмонд и Џолимонт. Налази се у близини Мелбурн парка и саставни је део Мелбурнске области за спорт и забаву.
Од када је изграђен 1853., Крикет граунд је претрпео бројна реновирања. Служио је као главни стадион за Летње олимпијске игре 1956. и Игре Комонвелта 2006., као и домаћин два финала Светског купа у крикету: 1992. и 2015. Познат по својој улози у развоју међународног крикета. Такође је одржавао јаке везе са аустралијским фудбалским правилима од његове кодификације 1859. и постао је главно место за утакмице Аустралијске фудбалске лиге (АФЛ), укључујући Велико финале АФЛ-а, најпосећенији догађај шампионата на свету .
Дом Аустралијског спортског музеја, Крикет граунд је био домаћин других великих спортских догађаја, укључујући фудбалске утакмице по међународним правилима између Аустралије и Ирске, међународне утакмице рагби савеза, утакмице државе порекла (рагби лига ) и квалификације за ФИФА Светско првенство . Концерти и други културни догађаји се такође одржавају на том месту са рекордном посећеношћу од 143.750 за Билија Грејама 1959. Преуређење трибина и закони о здрављу и безбедности на раду ограничили су максимални капацитет седења на приближно 95.000 са додатних 5.000 места за стајање, чиме је укупан капацитет достигао 100.024.

## Рана историја
Крикет граунд је изграђен на врху кампа Вурундјери и на месту бројних коробореја. Основан у новембру 1838. Мелбурнски крикет клуб одабрао је тренутну локацију 1853. након што је претходно играо на неколико терена око Мелбурна. Прва утакмица клуба била је против војног тима на локацији Олд Минт, на углу улица Вилиам и Ла Тробе.
Недуго затим клуб је поново избачен, овога пута због проширења пруге. Јужни Мелбурн је био на путу Викторијине прве парне железничке линије од Мелбурна до Сандриџа (сада Лука Мелбурн). Гувернер Ла Тробе понудио је Мелбурнском крикет клубу избор између три локације; подручје поред постојећег земљишта, локација на раскрсници улица Флиндерс и Спринг или десет ари владиног земљишта у Ричмонду поред Ричмонд парка.
Између европског насељавања 1835. и раних 1860-их, ова последња опција, која је сада парк Јара, служила је као велико подручје за окупљање коња коњичке полиције, граничне полиције и полиције. У североисточном делу се такође налазила главна касарна за коњичку полицију у округу Порт Филип. Године 1850. био је део деоница издвојена за јавну рекреацију која се протеже од имања Џолимонт гувернера Ла Тробеа до реке Јара. До 1853. постало је прометно шеталиште за становнике Мелбурна.
Подкомитет Крикет клуба одабрао је опцију Ричмонд Парк јер је била довољно равна за крикет, али довољно нагнута да спречи поплаву. То земљиште се налазило тамо где се сада налази Ричмонд, или спољни крај садашњег Крикет граунда..
У исто време, Крикет клуб Ричмонд је добио станарско право на 6 ари за још једно игралиште за крикет на источној страни Владиног падока.
1861. именован је управни одбор који је одговоран за терен. Током првих четрдесет година, већину повереника је именовао Крикет клуб Мелбурн, дајући крикет клубу релативну аутономију у погледу коришћења терена. 1906. Министарство за земљиште државне владе именовало је пет нових повереника, стављајући поверенике које је именовала влада у већину; а влада је именовала и надгледала поверење од тада. Ово даје државној влади, преко поверења, ниво контроле над коришћењем терена.
У време давања земљишта, Влада је одредила да се терен користи само за крикет и крикет. Ово стање је технички остало до 1933. када је Закон о терену за крикет у Мелбурну из 1933. проширио своју дозвољену употребу. Закон из 1933. године замењен је посебним актима из 1989. и 2009.
1863., коридор земљишта који је дијагонално пролазио преко парка Јара додељен је железничкој компанији Мелбурн и Хобсон и одвојио је парк Јара од реке. Касарна коњичке полиције била је у функцији до 1880-их када је подељена на садашњу стамбену област омеђену улицом Вале. Подручје најближе реци такође је развијено за спортске сврхе у каснијим годинама, укључујући олимпијска борилишта 1956.

## Развој стадиона
Прва трибина је била оригинална дрвена трибина чланова изграђена 1854., док је прва јавна трибина била 200 метара дуга привремена грађевина са 6000 седишта изграђена 1861. Још једна трибина са седиштем 2000, окренута једном према терену за крикет, а другом према парку где се играо фудбал, изграђена је 1876. за посету енглеског крикет тима Џејмса Лиливајта 1877. Током ове турнеје Крикет граунд је био домаћин првог тест меча на свету.
1881. оригинални штанд чланова је продат Крикет клубу Ричмонд за 55 фунти. На њеном месту је изграђена нова зидана трибина, која се у то време сматрала најбољим крикет објектом на свету. Камен темељац положили су принц Џорџ од Велса и принц Алберт Виктор 4. јула, а штанд је отворен у децембру те године. Такође је 1881. постављен телефон на тлу, а врата и стубови су промењени са оријентације исток-запад на север-југ. 1882. направљен је семафор који је показивао детаље о имену ударача и како је отпуштен.
Када је штанд Лиливат изгорео 1884. године, замењен је новим штандом који је имао 450 чланова и 4500 људи. 1897. су додата крила на другом спрату, повећавајући капацитет на 9.000. 1900. је осветљен електричним светлом.
Више трибина изграђено је почетком 20. века. Отворена дрвена трибина била је на јужној страни терена 1904., а трибина Греј Смит са 2084 седишта (позната као Нова трибина до 1912.) је подигнута за чланове 1906. Харисон трибина са 4000 седишта на јужној страни терена изграђена је 1908., а затим Вардил трибина са 8000 седишта 1912. Капацитет трибина на терену је порастао на скоро 20.000, док је пуни капацитет терена био скоро 60.000.
1927., други штанд за чланове од цигле је замењен по цени од 60.000 фунти. Трибине Харисон и Вардил су срушене да би се направило место за Јужну трибину која је отворена крајем 1936. Јужна трибина, која је обухватала скоро половину обима терена, имала је 18.200 места под заклоном и 13.000 на отвореном и била је главна јавна површина Крикет граунда. Максимални капацитет терена под овом конфигурацијом, према савету Министарства здравља, био је 84.000 седећих и 94.000 стајаћих места.
Северна трибина, такође позната као Олимпијска трибина, изграђена је да замени стару трибину за Олимпијске игре 1956. Према прописима Министарства здравља, ово је требало да повећа капацитет стадиона на 120.000; иако је ово ревидирано након ВФЛ Великог финала 1956., које није могло удобно да прими своју публику од 115.802. Десет година касније, трибина Греј Смит и отворена бетонска трибина поред ње замењена је Западном трибином; војвода од Единбурга је 3. марта 1967. положио камен темељац за Западну трибину, а она је завршена 1968.; а 1986. је преименована у ВХ Понсфорд Станд у част Била Понсфорда. Ово је била конфигурација највећег капацитета стадиона, а рекордна публика свих времена за спортски догађај на месту одржавања од 121.696 је постављена под овом конфигурацијом у Великом финалу ВФЛ-а 1970.
Крикет граунд је био дом првог аустралијског видео семафора у боји, који је заменио стари семафор 1982. године, смештен на нивоу 4 Западне трибине, који се посебно запалио 1999. и замењен 2000. Други видео екран додат је 1994. скоро директно насупрот, на нивоу 4 олимпијске трибине. 1985. постављени су расветни торњеви на тлу, омогућавајући ноћни фудбал и дан-ноћ утакмице крикета.
Током 80-их, Олимпијска трибина је имала инсталиране корпоративне апартмане што је довело до смањења седишта и капацитета за стајање на трибини, Понсфорд трибина је имала седишта постављена у приземљу која су заменила простор за стајање, а и јужна трибина и Олимпијска трибина су имале дрвене клупе уклоњене и замењене пластичним седиштима.
1988. инспекције старе јужне трибине откриле су бетонски рак и пружиле прилику да се замени све трошнији објекат стар 50 година. Предвиђени трошак од 100 долара милиона је било изван онога што је Крикет клуб из Мелбурна могао да приушти, па је Викторијанска фудбалска лига искористила прилику да финансира пројекат у замену за 30-годишњи уговор о подели терена. Нова Велика јужна трибина завршена је 1992. године, на време за Светско првенство у крикету 1992., по коначној цени од 150 милиона долара. Преименована је у штанд Шејна Ворна по Шејну Ворну 2022. убрзо након његове смрти.
Трибина чланова из 1928., олимпијска трибина 1956. и трибина ВХ Понсфорд из 1968. рушени су један по један између краја 2003. до 2005. и замењени новом структуром на време за Игре Комонвелта 2006. године. Иако сада стоје као једна непрекидна трибина, појединачне секције су задржале називе ВХ Понсфорд, Олимпик и Мемберс. Трошкови реконструкције премашили су 400 милиона аустралијских долара и гурнуо капацитет земље на нешто изнад 100.000. Од реконструкције, највећа посета је била 100.024 на великом финалу АФЛ-а 2022. и 2023.
Од 2011. до 2013. Влада државе Викторије и Крикет клуб Мелбурн финансирали су реновирање објеката на Великој јужној трибини, укључујући реновирање улазних капија и продајних места, локала за храну и пиће, итд., без значајних модификација трибине. Нови семафори, више него двоструко већи од оригиналних, постављени су на исте позиције крајем 2013.

## Други светски рат
Током Другог светског рата, влада је реквирирала Крикет граунд за војну употребу. Од 1942. до 1945. године окупирали су га (редом): Ваздухопловство Сједињених Држава, Краљевско аустралијско ваздухопловство, Корпус маринаца Сједињених Држава и поново РААФ. Током рата, више од 200.000 људи било је у касарни у Крикет граунду. Од априла до октобра 1942., Пета ваздухопловна снага америчке војске окупирала је терен, назвавши га „Камп Марфи“, у част официра пуковника Вилијама Марфија, вишег официра УСААФ-а убијеног на Јави. 1943. Крикет граунд је био дом легендарног Првог пука Прве дивизије Корпуса маринаца Сједињених Држава. Прва дивизија маринаца била је хероји кампање на Гвадалканалу и користила је „терен за крикет“, како су је маринци називали, да се одмори и опорави. Дана 14. марта 1943. маринци су били домаћини џиновском „дружењу“ америчких и аустралијских трупа у арени.
1977., председник Крикет клуба Мелбурн сер Алберт Чедвик и добитник медаље части, пуковник Мичел Пејџ, открили су спомен плочу која је признала време које су Американци провели у земљи.

## Олимпијске игре
Најпознатији тренутак у историји Крикет граунда је био главни стадион за Олимпијске игре 1956., где је био домаћин церемонија отварања и затварања, атлетских такмичења и финала у хокеју на трави и фудбалу. Крикет граунд је био само једно од седам могућих места за главну арену Игара. Крикет граунд је био омиљено место одржавања савезне владе, али је постојао отпор Крикет клуба Мелбурн. Немогућност одлучивања о централном месту замало је довела до премештања Игара из Мелбурна. Премијер Роберт Мензис је препознао потенцијалну срамоту за Аустралију ако се то догоди и организовао је тродневни самит како би разјаснио ствари. Присуствовали су викторијански премијер Џон Кејн старији, премијер, заменик опозиционог лидера Артур Калвел, сви државни политички лидери, грађански лидери, олимпијски званичници и повереници и званичници Крикет клуба Мелбурн. Сазивање састанка није био мали напор с обзиром на калибар присутних и да су многи спортски функционери били само хонорарни аматери.
Како се 22. новембар, датум церемоније отварања, ближио, Мелбурн је све чвршће захватила олимпијска грозница. У 3 поподне дан пре церемоније отварања људи су почели да се постројавају испред капије. Те ноћи град је паралисало четврт милиона људи који су дошли да славе.
Капацитет је повећан новом Олимпијском (или Северном) трибином, а на сам дан 103.000 људи испунило је стадион до краја. Млади тркач на даљину изабран је да унесе олимпијску бакљу на стадион за церемонију отварања.
Иако је Рон Кларк имао низ јуниорских светских рекорда, био је релативно непознат 1956. Можда га је прилика да носи бакљу инспирисала јер је наставио са изузетно бриљантном каријером и без сумње је био најистакнутији тркач свог дана. У једној фази држао је светски рекорд на свакој удаљености. Његових неколико неуспеха дошло је у конкуренцији Олимпијских и Комонвелтских игара. Иако фаворит за злато у Токију 1964. био је девети на 5.000 метара и маратон и трећи на 10.000 метара. Поново је изгубио на Играма Комонвелта 1966., а 1968. на надморској висини у Мексику се срушио на крају 10. км трке.
Тог дана у Мелбурну 1956. бакља је прштала и заискрила, обасипајући Кларка врелим магнезијумом, сагоревајући рупе на његовој кошуљи. Када је умочио буктињу у котао, она је планула и још више га запалила. У центру терена, Џон Ленди, најбржи миљаџија на свету, положио је олимпијску заклетву, а скелар Мерв Вуд је носио заставу Аустралије.
Игре у Мелбурну такође су забележиле врхунац аустралијског женског спринта са Бети Катберт која је освојила три златне медаље. Рођена у Мерилендсу на западу Сиднеја, била је првакиња у ученицама и већ је оборила светски рекорд на 200. м непосредно пре Игара 1956. године. Требало је да буде засењена од стране њеног члана клуба из Западног предграђа, Марлен Метјуз. Када су стигли на Игре, Метјуз је била велики фаворит посебно за 100 ма удаљености на којој ју је Катберт само једном победила.
Осим атлетике, био је коришћен и за финала у фудбалу, финале хокеја, церемоније отварања и затварања, као и егзибициону утакмицу бејзбола између аустралијске репрезентације и тима оружаних снага САД на којој је, како се процењује, присуствовало 114.000 људи. Ово је био Гинисов светски рекорд за највећу посећеност било које бејзбол утакмице, који је стајао до егзибиционе утакмице између Бостон Ред Сокса и Лос Анђелес Доџерса 29. марта 2008. у Колосеуму у Лос Анђелесу (такође бивши олимпијски центар 1932. и 1984. ) 115,300.
Веза Крикет граунда са његовом олимпијском прошлошћу траје до данас. Унутар његових зидова налази се Аустралијска галерија спорта и Олимпијски музеј коју је одобрио МОК.
Четрдесет четири године касније, на Летњим олимпијским играма 2000. у Сиднеју, терен је био домаћин неколико прелиминарних утакмица у фудбалу, што га чини једним од неколико места икада коришћених за више од једне Олимпијске игре.

## Фудбал
9. фебруара 2006. Викторијански премијер Стив Брекс и председник Фудбалског савеза Аустралије Френк Лоуи најавили су да ће Крикет граунд бити домаћин фудбалских догађаја светске класе сваке године од 2006. до 2009.
Споразум предвиђа годишњи меч на Крикет граунду, почевши од окршаја између Аустралије и европског шампиона Грчке 25. маја 2006. пред распроданом публиком од 95.103, пре него што је Аустралија отишла да се такмичи у финалу Светског првенства. Аустралија је победила Грчку са 1-0. Соццероос је такође био домаћин меча 2007. против Аргентине, изгубивши 1-0, као и квалификационих утакмица за Светско првенство 2010. против Јапана 2009., који је привукао 81.872 навијача док је Аустралија победила Јапан са 2-1 2 гола Тима Кејхила након што је заостала за 1 –0 крајем 1. полувремена. 2010. најављено је да ће као загревање за Светско првенство у фудбалу 2010. за које су се Аустралијанци квалификовали, 24. маја на Крикет граунду играти против квалификоване нације Нови Зеланд.
- Олимпијско финале између СССР- а и Југославије одиграно је 8. децембра 1956.
- Егзибициона утакмица између Аустралије и Јувентуса одиграна је 13. јуна 1984.
- Квалификациони меч за Светско првенство 1998. између Аустралије и Ирана 29. новембра 1997. са 95.000 присутних.[24] Утакмица је била нерешена 2-2, а Иран је напредовао по правилу голова у гостима.
- Ексхибициони меч између Манчестер јунајтеда и Аустралије 15. јула 1999. са 60.000 присутних људи.
- Пријатељска утакмица између Бразила Б и Аустралије 17. новембра 1999. са 70.795 гледалаца.
- Групна утакмица Олимпијског турнира између Италије и Олироса 13. септембра 2000. са 93.252 присутних. Плус друге прелиминарне утакмице током Олимпијских игара које су такође укључивале четвртфинале и полуфинале између Чилеа и Камеруна који су освојили златну медаљу.
- Квалификациона утакмица за Светско првенство 2002. између Аустралије и Уругваја 20. новембра 2001. са 84.656 присутних. Фудбалери су победили резултатом 1–0, али је Уругвај напредовао након што је касније победио у реваншу резултатом 3–0.
- Пријатељска утакмица између Аустралије и тадашњег шампиона Европе, Грчке – која је одиграна као загревање за Светско првенство у фудбалу 2006 .
- Пријатељска утакмица између Аустралије и Аргентине са 70.171 гледалаца – Аргентина је имала пуну страну са суперзвездама као што су Лионел Месси и Карлос Тевез
- Пријатељска утакмица између Аустралије и Алл Вхитес- а као загревање пред Светско првенство у фудбалу 2010. у којој је Аустралија победила у последњој утакмици утакмице.
- Предсезонска пријатељска утакмица у јулу 2013. између екипе А-лиге Мелбурн Виктори и Ливерпула из Премијер лиге, као део Ливерпулове предсезонске турнеје по Аустралији и југоисточној Азији која је привукла 95.446 гледалаца.[25]
- Финални меч Међународног купа шампиона 2015. у Аустралији, између Реал Мадрида и Манчестер ситија, који је привукао рекордну публику од 99.382
- Пријатељска утакмица између Мелбурна Викторија и Манчестер јунајтеда 15. јула 2022.
- Пријатељска утакмица између Њукасл јунајтеда и Тотенхем хотспур 22. маја 2024. у оквиру Глобалне недеље фудбала у Мелбурну. Било је то први пут да су два енглеска тима играла међусобно на терену.
- Планирано је да се неке од Олимпијских игара 2032. године, укључујући четвртфинале, одрже на том месту.[26][27]

## Концерти
Крикет граунд је популарно место за концерте, а први рок концерт који је одржан на терену био је Дејвид Кесиди 1974., 1978. Дејвид Боуви је тамо одржао концерт. 1993. Пол Макартни, U2 и Мадона одржали су три концерта, са највећом посећеношћу музичког концерта, са 147.241 продатом улазницом. Ролингстонси су одржали концерте 1995, Мајкл Џексон 1996, Три тенора 1997, Елтон Џон и Били Џоел 1998.
Крикет граунд је одржао Еминема концерт 24. фебруара 2019. са 80.708 продатих карата, што је у то време била највећа посећеност за један концерт. Концерт је обележио и најпосећенији наступ у Еминемовој каријери.
Крикет граунд је био домаћин два концерта Еда Ширана 2. и 3. марта 2023. у оквиру турнеје +–=÷x. Посећеност 2. марта је била 108.000, Ширановог највећег концерта и 3. марта 109.500, што је премашило претходни рекорд посећености концерта који је поставио Еминем.
Крикет граунд је био домаћин три концерта Тејлор Свифт 16., 17. и 18. фебруара 2024. у оквиру The Eras Tour. Сва три концерта посећивало је 96.000 људи сваке вечери, привлачећи колективну публику од 288.000. Емисије су обориле рекорд по броју продатих карата од стране једног извођача на том месту.

## Друге употребе

### Тенис
Године 1878. Комитет за тенис на трави из Мелбурнског крикет клуба поставио је асфалтни терен и ту је одиграна Викторијина прва тениска утакмица. Други травнати терен је постављен 1879., а прво Првенство Викторије на њему је одиграно 1880. Прво међуколонијално првенство одиграно је 1883., а прва формална међудржавна утакмица између Новог Јужног Велса и Викторије одиграна је 1884. када је Викторија победила.

### Бициклизам
На Крикет граунду је 1869. одржана једна од првих бициклистичких трка у Аустралији. Догађај је био за велоципеде, сирове дрвене машине са педалама на предњим точковима. 1898. Аустралијска трка точкова одржана је у Крикет граунду и привукла је публику од 30.000 како би видели бициклисте како се тркају за укупно 400 фунти новчане награде, при чему су 1., 2. и 3. место освојили 240, 120 и 40 фунти.

### Разно
- Краљица Елизабета II је два пута била гошћа, 1954. ради скупа и изложбе. Присуствовала је утакмици Ричмонда против Фицроја 5. априла 1970,[36] и такође је присуствовала церемонији отварања Игара Комонвелта на терену 15. марта 2006.
- Рекорд за посећеност терена поставио је верски вођа Били Грејем чијем је догађају 1959. године присуствовало најмање 143.000 људи.[37]
- Папа Јован Павле II одржао је службу 27. новембра 1986., а сутрадан је тамо одржана прослава пољске заједнице
- Дана 30. марта 2022, био је домаћин државне комеморације Шејна Ворна .